# Бонмезон
Бонмезо́н (фр. Bonnemaison) — коммуна во Франции, находится в регионе Нижняя Нормандия. Департамент коммуны — Кальвадос. Входит в состав кантона Вилле-Бокаж. Округ коммуны — Кан.
Код INSEE коммуны — 14084.

## Население
Население коммуны на 2010 год составляло 375 человек.
| 1962 | 1968 | 1975 | 1982 | 1990 | 1999 | 2010 |
| ---- | ---- | ---- | ---- | ---- | ---- | ---- |
| 225  | 208  | 184  | 317  | 331  | 324  | 375  |

## Экономика
В 2010 году среди 250 человек трудоспособного возраста (15—64 лет) 188 были экономически активными, 62 — неактивными (показатель активности — 75,2 %, в 1999 году было 70,6 %). Из 188 активных жителей работали 180 человек (88 мужчин и 92 женщины), безработных было 8 (2 мужчин и 6 женщин). Среди 62 неактивных 14 человек были учениками или студентами, 37 — пенсионерами, 11 были неактивными по другим причинам.